# Dusan Djurić
Dusan Predrag Djurić (13 de septiembre de 1984, Halmstad, Suecia) es un futbolista sueco que juega de mediocampista en el Halmstads BK de la Superettan de Suecia.

## Trayectoria
En 2003 comenzó su carrera como profesional en el Halmstads BK, debutando contra el GIF Sundsvall en el partido inaugural de la temporada, saliendo desde el banquillo. Durante 2004, se consolidó en el once inicial, ayudando al club a convertirse en subcampeón de liga, tan solo dos puntos por detrás del Malmö FF Halmstads BK tuvo éxito calificando para la Copa de la UEFA 2005-06 etapa del grupo, en el que Djuric se convirtió en el goleador del equipo, contra la Sampdoria. Durante las siguientes temporadas empezó principalmente como mediocampista. Después de la Copa de la UEFA en 2005 Djuric atrajo la atención de notables clubes de Europa, como Sporting, Real Sociedad o Anderlecht, aunque finalmente firmó un contrato con el club suizo FC Zürich, el 7 de enero de 2008.

### FC Zürich
El 7 de enero de 2008 Djuric firmó un contrato por 4 años por una cifra de 1.000.000 €.

### Valenciennes FC
El día 13 de enero del año 2012, se hace oficial su traspaso al equipo Valenciennes FC donde desempeñó su labor hasta el año 2015, por una cantidad de 500.000 €.

## Selección nacional

### Selección sub-21
Ha participado con la selección sub-21 de Suecia disputando 21 encuentros y anotando 2 goles.

### Selección absoluta
Ha disputado 8 partidos con la selección de Suecia.

## Clubes
| Club               | País      | Año       |
| ------------------ | --------- | --------- |
| Halmstads BK       | Suecia    | 2003-2007 |
| FC Zürich          | Suiza     | 2008-2012 |
| Valenciennes FC    | Francia   | 2012-2014 |
| Odense BK (cedido) | Dinamarca | 2013-2014 |
| FC Aarau           | Suiza     | 2014-2015 |
| Dalkurd FF         | Suecia    | 2016      |
| GAIS               | Suecia    | 2017-2018 |
| Halmstads BK       | Suecia    | 2019-     |